# Sinfonia n. 5 (Vaughan Williams)
La Sinfonia n. 5 in re maggiore del compositore inglese Ralph Vaughan Williams fu scritta tra il 1938 e il 1943. Come stile rappresenta un allontanamento dalla violenta dissonanza della sua Quarta sinfonia e un ritorno allo stile più delicato della precedente Pastoral Symphony.
Molti dei temi musicali della Quinta Sinfonia derivano dall'opera lirica allora incompiuta di Vaughan Williams, The Pilgrim's Progress. Quest'opera, o "moralità" come Vaughan Williams preferiva chiamarla, era in gestazione da decenni e il compositore l'aveva temporaneamente abbandonata al momento della concezione della sinfonia. Nonostante le sue origini, la sinfonia è senza contenuto programmatico.
Il lavoro ebbe un immediato successo alla sua prima nel 1943 e viene spesso eseguito in concerto e nelle incisioni.

## Storia

### Antefatto
Nel 1935 Vaughan Williams aveva suscitato sorpresa e perfino shock con la sua Quarta Sinfonia, un pezzo stridente e dissonante in grande contrasto con la precedente, tranquilla e contemplativa, A Pastoral Symphony (1922). Dopo questa sperimentò un temporaneo blocco dello scrittore, prima di iniziare a scrivere la sua Quinta Sinfonia nel 1938. Aveva lavorato per più di trent'anni, seppure in modo discontinuo, a quella che divenne la sua opera (o "Moralità") The Pilgrim's Progress. Credendo che l'opera non avrebbe mai potuto essere completata, decise di incorporare alcune delle sue idee e temi in altre opere, in particolare nella Quinta Sinfonia.
La sinfonia era praticamente terminata entro la fine del 1942 per consentire al compositore di preparare una trascrizione per due pianoforti, che due amici suonarono per lui alla fine di gennaio del 1943. Eventuali dubbi che aveva sul brano furono dissipati quando sentì il primo passaggio orchestrale il 25 maggio. Trovò che la sinfonia esprimeva quello che lui intendeva dire.
Vaughan Williams dedicò la sinfonia a Jean Sibelius. Il musicologo J. P. E. Harper-Scott ha definito Sibelius "influente sulle scelte" dei sinfonisti britannici negli anni tra le due guerre mondiali, citando la Sinfonia n. 1 di Walton, tutte e sette quelle di Bax e le prime cinque di Havergal Brian. L'attribuzione pubblicata recita "Dedicata senza permesso a Jean Sibelius". In seguito Sir Adrian Boult ottenne l'autorizzazione. Dopo aver ascoltato una trasmissione radiofonica del lavoro, Sibelius gli scrisse:

## Composizione
La sinfonia è orchestrata per due flauti (uno anche ottavino), oboe, corno inglese, due clarinetti, due fagotti, due corni francesi, due trombe, tre tromboni, timpani e archi. Questa è un'orchestra più piccola di quella usata da Vaughan Williams nelle sue quattro sinfonie precedenti, con solo due corni, nessuna tuba, nessuna arpa e nessuna percussione, a parte i timpani. La sinfonia è nella consueta forma a quattro movimenti. Il compositore ha indicato i tempi metronomici per tutti e quattro i movimenti, ma sono considerati molto dubbi: il compositore non li osservava quando dirigeva il lavoro ed espresse approvazione per i tempi di Boult, che erano simili ai suoi. Il suo assistente musicale Roy Douglas suggerì che Vaughan Williams semplicemente calcolò male perché non possedeva un metronomo.
Oltre alle allusioni a The Pilgrim's Progress, la composizione contiene dei richiami all'inno di Vaughan Williams Sine nomine, nel secondo tema del primo movimento ed alla fine del quarto.

### I: Preludio
Il primo movimento, nell'analisi di Frank Howes (1954), può essere visto come "un'elaborata forma ternaria con coda" o "un'esposizione di due grandi gruppi di temi riusciti, senza sviluppo, da una ricapitolazione condensata". Questo movimento deve qualcosa alla forma-sonata, ma non ne mostra tutte le caratteristiche; il secondo tema deriva dal primo; il movimento si apre con un pedale in do maggiore nei bassi, cui risponde un invito del corno che delinea un accordo di re maggiore in un ritmo puntato, che implica il re misolidio. 
 I violini usano le note della scala pentatonica, rendendo la chiave ambigua. Wilfrid Mellers ritiene che questo sia il motivo per cui Vaughan Williams aveva definito il movimento come un Preludio", il che suggerisce uno stato in via di sviluppo". Il motivo del corno fluttua dal maggiore al minore, delineando l'ambiguità tonale, spostandosi tra il modo misolidio e il dorico, che diventa una caratteristica del movimento. Il pedale in do maggiore dei bassi diventa la tonica quando la chiave cambia, o nel modo eolio o dorico. Il modo si sposta quindi sul mi, con una nuova melodia nei violini, che, sebbene non includa una settima acuta, delinea il mi maggiore. Il basso, ora suonato pizzicato, supporta la melodia sia melodicamente che armonicamente e nella struttura sono incorporate sospensioni e note di passaggio, rendendo l'armonia più ricca. Un'improvvisa discesa di un semitono, un'idea precedentemente utilizzata nelle opere di Vaughan Williams Fantasia su un tema di Thomas Tallis e Job: A Masque for Dancing, segna un cambiamento fondamentale in tre bemolle ed anche nella sezione di sviluppo.
Il tempo accelera fino ad allegro per lo sviluppo. Gli archi sono usati per suggerire i venti della natura, in modo simile a quello di Sibelius. Ciò è punteggiato dagli ottoni e dai legni con l'abbassamento di un semitono, che si allarga periodicamente fino a un accordo di seconda maggiore e poi di terza minore. Questa sezione è un canone; la polifonia che, secondo quello che pensa Mellers, mostra la casualità della natura. La chiave sposta le medianti verso il basso, fino a quando non raggiunge il re minore, quando gli archi imitano di nuovo Sibelius, questa volta usando effetti di tremolo.
Per la ricapitolazione il tempo rallenta e la dinamica si riduce. Il pedale di do maggiore viene reintrodotto, ma questa volta in modo più melodico. C'è più sviluppo nella ricapitolazione. Il movimento termina in modo simile all'apertura, con il suono del corno, ma viene utilizzata l'armatura di chiave di due bemolle anziché un diesis. Le note fondamentali scendono fino al do via mi bemolle, lasciando sempre in dubbio la tonalità del movimento.
Arnold Whittall sostiene che "Per quanto riguarda il re maggiore, il Preludio potrebbe essere considerato un chiaro caso di Schwebende Tonalität schönberghiana (fluttuante: sospesa, non ancora decisa)", sebbene Vaughan Williams affermasse che la musica di Schoenberg non significava nulla per lui.

### II: Scherzo
Vaughan Williams usa il ritmo nello Scherzo per trasmettere effetti diversi. Il fulcro del movimento è centrato sul ritmo piuttosto che sull'ambigua tonalità del Preludio. Lionel Pike commenta che "a volte sembra più un contrappunto di ritmi che di toni". Il movimento inizia con tre minime puntate in un tempo veloce di 3/4 (minima puntata = 120) e quindi minime per quattro battute, che creano emiolie e quindi semiminime. Questo dà l'illusione che la musica stia accelerando e quindi il ritmo non si ferma. Quando inizia la linea melodica la musica viene divisa in cinque frasi di battute. Un senso di stabilità viene ottenuto quando il tema viene ripetuto dalla viola e dal contrabbasso in frasi stabili a due battute. Ma i violini entrano con un fraseggio che non è conforme a nessuno dei due schemi musicali, aggiungendo così maggiore confusione. Usando questo fraseggio ritmico, la linea dorica suonata dai violini e la linea eolica dai legni sono differenziate ritmicamente, oltre che tonalmente. La confusione ritmica si interrompe quando i fiati e gli archi si alternano procedendo verso il basso come un'antifona.

### III: Romanza
Nel manoscritto della partitura Vaughan Williams ha messo come intestazione di questo movimento parole tratte da Bunyan:
And a little below a sepulchre … Then he said

"He hath given me rest by his sorrow and

Life by his death"»
E un po' più in basso una sepoltura... Poi disse

"Mi ha dato pace con il suo dolore e

Vita con la sua morte"»
La terza e la quarta riga furono successivamente cantate nell'opera da Pilgrim. L'iscrizione iniziale è stata omessa dalla partitura pubblicata, secondo il desiderio del compositore di considerare la sinfonia come musica assoluta. Il movimento può essere considerato il nucleo spirituale dell'opera: Frank Howes lo chiama "il cuore della sinfonia" e David Cox lo chiama "una profonda meditazione sui tre principali elementi musicali presentati all'inizio". Non è chiaro il motivo per cui il compositore lo chiamò "Romanza". Il commento di Howes è che con la sua natura spirituale e meditativa non ci sia nulla di "romantico" in questo movimento; Michael Kennedy osserva che con Vaughan Williams il termine "è sempre un segnale che la musica ha avuto un significato speciale per lui".

Il corno inglese solista dell'apertura è ripreso praticamente senza cambiamenti.
 I quarti crescenti appaiono nuovamente come passaggi di collegamento.

### IV: Passacaglia
Sebbene questo movimento inizi con la linea di basso ripetitiva caratteristica della forma passacaglia, Vaughan Williams alla fine la abbandona. La melodia principale trionfante della passacaglia viene usata come dialogo di Pellegrino con l'Interprete nella seconda metà della scena "La Bella Casa", mentre il motivo della fanfara ricorda "L'armamento del Pellegrino" nella prima scena dell'Atto II. Ciò introduce un ritorno dei temi dal primo movimento della sinfonia, che si risolvono in un silenzioso commiato suonato prima dai legni e poi dagli archi superiori.

## Première e pubblicazione
La Quinta Sinfonia fu presentata per la prima volta il 24 giugno 1943 in un concerto dei Proms, dalla London Philharmonic Orchestra, diretta dal compositore, alla Royal Albert Hall di Londra. Sir Henry Wood, il fondatore e presidente dei Proms, era originariamente destinato a dirigere lo spettacolo, ma non stava abbastanza bene e il compositore si convinse a prendere la bacchetta. La prima americana fu data alla Carnegie Hall il 30 novembre 1944 dalla Filarmonica di New York sotto la direzione di Artur Rodziński.
La partitura della sinfonia è stata pubblicata dalla Oxford University Press (OUP) nel 1946. Vaughan Williams rivide in parte la composizione nel 1951, ma quella revisione non è mai stata pubblicata durante la sua vita. Fu pubblicata nel 1961, incisa nuovamente con le correzioni nel 1969 e nel 2008 la OUP pubblicò una nuova edizione, curata da Peter Horton, per commemorare il 50º anniversario della morte del compositore.

## Accoglienza
In un sondaggio sulle nove sinfonie di Vaughan Williams, Elliott Schwartz scrive:
Hubert J. Foss osserva che l'apprezzamento della sinfonia da parte del pubblico "è stato più immediato di quello di qualsiasi altra singola opera del compositore".
La risposta della critica musicale fu generalmente entusiastica. L'anonimo recensore anonimo del Times scrisse che la sinfonia "appartiene a quel piccolo corpus musicale che, a parte il tardo Beethoven, può essere correttamente descritto come trascendentale... questa è musica non solo di contemplazione ma di benedizione". Una nota rancorosa fu colpita da William Glock, un sostenitore della musica d'avanguardia, che commentò in The Observer, che la sinfonia era "come il lavoro di un illustre poeta che non ha nulla di molto nuovo da dire, ma lo dice in un linguaggio squisitamente scorrevole". Neville Cardus scrisse: "La Quinta Sinfonia contiene la musica più benedicente e consolante del nostro tempo". Quando uscì la prima registrazione nel 1944 (vedi sotto) The Observer fu più accogliente di quanto Glock non lo fosse stato l'anno prima, affermando che la Quinta era per la Quarta Sinfonia, come La Tempesta è nei confronti di Re Lear ... bellezza ideale".
Dopo la sua prima esecuzione ad un concerto dei Proms nel giugno 1943, la sinfonia fu data in ciascuna delle quattro stagioni seguenti, diretta da Boult (1944 e 1947) e Basil Cameron (1945 e 1946). Altre diciassette esecuzioni furono date nelle successive stagioni dei Prom tra il 1949 e il 2012. Nel 1994 il compositore Anthony Payne scrisse della sinfonia:

## Incisioni
La sinfonia fu registrata per la prima volta entro un anno dalla prima, sotto l'egida del British Council. Successivamente sono state pubblicate più di trenta registrazioni.
| Direttore              | Orchestra                                           | Luogo di registrazione                                   | Data                 | Etichetta e n.         |
| ---------------------- | --------------------------------------------------- | -------------------------------------------------------- | -------------------- | ---------------------- |
| John Barbirolli        | Hallé                                               | Houldsworth Hall, Manchester                             | 17 Feb 1944          | HMV 78s C 3388-3392    |
| Serge Koussevitzky     | Boston Symphony                                     | Sanders Theater, Harvard University                      | 4 Mar 1947           | Guild GHCD 2324        |
| Ralph Vaughan Williams | London Philharmonic                                 | Royal Albert Hall, London                                | 3 Sep 1952           | SOMM CD 071            |
| Sir Adrian Boult       | London Philharmonic                                 | Kingsway Hall, London                                    | 2–4 Dec 1953         | Decca LXT 2910         |
| Sir John Barbirolli    | Philharmonia                                        | Kingsway Hall                                            | 8–9 May 1962         | HMV ASD 508            |
| Sir Adrian Boult       | London Philharmonic                                 | Municipio di Wembley                                     | 1–3 Apr 1969         | HMV ASD 2538           |
| André Previn           | London Symphony                                     | Kingsway Hall                                            | 25 & 28 May 1971     | RCA SB 6856            |
| Gennady Rozhdestvensky | BBC Symphony                                        | Royal Festival Hall, London                              | 22 Oct 1980          | Carlton 15656 91252    |
| Sir Alexander Gibson   | Royal Philharmonic                                  | EMI Abbey Road Studios, London                           | 25–26 May 1982       | EMI ASD 143441 1       |
| Vernon Handley         | Royal Liverpool Philharmonic                        | Philharmonic Hall, Liverpool                             | Sep 1986             | EMI CD EMX 9512        |
| Bryden Thomson         | London Symphony                                     | St Jude's Church, Hampstead                              | 7–8 Apr 1987         | Chandos CHAN 8554      |
| Yehudi Menuhin         | Royal Philharmonic                                  | All Saints Church, Tooting                               | 30–31 Dec 1987       | Virgin VC 7 90733-2    |
| André Previn           | Royal Philharmonic                                  | Walthamstow Assembly Hall                                | 6–7 Jul 1988         | Telarc CD 80158        |
| Gennady Rozhdestvensky | USSR State Symphony                                 | Philharmonia Building, Leningrado                        | 30 Oct 1988          | Melodiya CD 10-02170-4 |
| Leonard Slatkin        | Philharmonia                                        | Watford Town Hall                                        | 6–8 Apr 1990         | RCA RD 60556           |
| Sir Neville Marriner   | Academy of Saint Martin in the Fields               | Henry Wood Hall, London                                  | May 1990             | Collins Classics 12022 |
| Andrew Davis           | BBC Symphony                                        | St Augustine's Church, Kilburn                           | Dec 1992             | Teldec 4509-90844-2    |
| Bernard Haitink        | London Philharmonic                                 | Royal Festival Hall                                      | 15 Dec 1994          | LPO-0072               |
| Bernard Haitink        | London Philharmonic                                 | Abbey Road                                               | 17–18 Dec 1994       | EMI 7243 5 55487 2     |
| André Previn           | Orchestra of the Curtis Institute of Music          | Giandomenico Studios, Collingswood, NJ                   | 8–9 Feb 1995         | EMI 55371              |
| Kees Bakels            | Bournemouth Symphony                                | Poole Arts Centre                                        | 7–13 Sep 1996        | Naxos 8 550738         |
| Roger Norrington       | London Philharmonic                                 | Watford Colosseum                                        | 25–27 Nov 1996       | Decca 458 357-2        |
| Richard Hickox         | London Symphony                                     | All Saints, Tooting                                      | 28 Oct 1997          | Chandos CHAN 9666      |
| Walter Hilgers         | Brandenburgischen Staatsorchester, Frankfurt (Oder) | Konzerthalle Carl Philipp Emanuel Bach, Frankfurt (Oder) | 22 Jun & 26 Aug 2005 | Genuin GEN 86064       |
| Robert Spano           | Atlanta Symphony                                    | Woodruff Arts Center, Atlanta                            | 25 Sep–3 Oct 2006    | Telarc CD 80676        |
| Peter Oundjian         | Toronto Symphony                                    | Roy Thomson Hall, Toronto                                | Nov 2008             | TSO Live 0311          |
| Martin Yates           | Bournemouth Symphony                                | Lighthouse, Poole                                        | 1 Jul 2011           | Dutton Epoch CDLX 7286 |
| Leon Botstein          | American Symphony                                   | Fisher Center, Annandale-on-Hudson                       | 21 Aug 2011          | ASO download 203       |
| Sir Mark Elder         | Hallé                                               | Bridgewater Hall, Manchester,                            | 9 Nov 2011           | Hallé CD HLL 7533      |
| Carlos Kalmar          | Oregon Symphony                                     | Schnitzer Hall, Portland, Oregon                         | 18–19 Feb 2012       | PentaTone PTC 5186 471 |
| Douglas Boyd           | Musikkollegium Winterthur                           | Stadthaus, Winterthur                                    | 21–25 Feb 2012       | Sony 8 87254 23112 7   |
| Douglas Bostock        | Argovia Philharmonic                                | Kultur & Kongresshaus, Aarau                             | 3–5 Nov 2013         | Coviello COV 91515     |
| Andrew Manze           | Royal Liverpool Philharmonic                        | Philharmonic Hall, Liverpool                             | 21–23 Apr 2017       | Onyx 4184              |

### Osservazioni
1. ↑  Il compositore non assegnò numeri a nessuna delle sue sinfonie prima della n. 8, ma la quarta, la quinta e la sesta sono state generalmente indicate con il numero.[2]
2. ↑  Vaughan Williams aveva scritto prima la musica per Il pellegrinaggio del cristiano di Bunyan nel 1906, per una drammatizzazione al Reigate Priory. Nel 1922 creò un "episodio pastorale" dal libro come sua prima opera, l'atto in un solo atto The Shepherds of the Delectable Mountains. Nel 1942-1943 compose musiche di scena per un adattamento del libro per BBC Radio. Il culmine del suo lavoro sul libro di Bunyan fu The Pilgrim's Progress, presentato per la prima volta nel 1951.[4]
3. ↑  Esiste un conflitto tra le fonti sia sulla posizione che sull'orchestra per la prova generale. Ursula Vaughan Williams afferma che l'orchestra era la London Philharmonic Orchestra e la sede era l'Abbey Road Studios; Michael Kennedy indica l'orchestra come la BBC Symphony Orchestra (sotto la direzione di Sir Adrian Boult) e la sede Bedford, la base temporanea dell'orchestra in guerra.[6]
4. ↑  La dedica originale era più lunga: recitava "Dedicata senza permesso e con i più sinceri complimenti a Jean Sibelius, il cui grande esempio è degno di imitazione per tutti".[9]
5. ↑  I direttori di queste esecuzioni furono Sargent, Vaughan Williams, Trevor Harvey, Cameron, Sir John Barbirolli, Boult, Sir Charles Groves, Vernon Handley, Sir Andrew Davis, Sir Roger Norrington, Jerzy Maksymiuk e Andrew Manze.[43]
6. ↑  In coppia con Dona nobis pacem
7. ↑  In coppia con Serenade to Music
8. ↑  In coppia con Overture toThe Wasps
9. ↑  In coppia con Sancta civitas
10. ↑  In coppia con Overture to The Wasps
11. ↑  In coppia con Flos campi
12. ↑  In coppia con The Lark Ascending
13. ↑  In coppia con Concerto in C for 2 Pianos and Orchestra
14. ↑  In coppia con Fantasia on a Theme by Thomas Tallis
15. ↑  In coppia con Sinfonia n. 6
16. ↑  In coppia con Sinfonia n. 6
17. ↑  In coppia con Sinfonia n. 4
18. ↑  In coppia con Sinfonia antartica
19. ↑  In coppia con Norfolk Rhapsody No 1 and The Lark Ascending
20. ↑  In coppia con Fantasia on a Theme by Thomas Tallis and Previn Reflections
21. ↑  In coppia con Sinfonia n. 9
22. ↑  In coppia con A Pastoral Symphony
23. ↑  In coppia con Prelude and Fugue in C minor
24. ↑  In coppia con Sea Songs for Orchestra and Tuba Concerto
25. ↑  In coppia con Fantasia on a Theme by Thomas Tallis and Serenade to Music
26. ↑  In coppia con Sinfonia n. 4
27. ↑  In coppia con music by Christopher Wright
28. ↑  In coppia con Sinfonia n. 8
29. ↑  In coppia con music by Elgar and Britten
30. ↑  In coppia con Concerto in C for 2 Pianos and Orchestra
31. ↑  In coppia con music by Elgar and Holst
32. ↑  In coppia con Sinfonia n. 6